# 小豆島町立星城小学校
小豆島町立星城小学校（しょうどしまちょうりつ せいじょうしょうがっこう）は、香川県小豆郡小豆島町草壁本町にある公立小学校。
過疎化・少子化で児童数減少が続いており、小豆島町の町学校再編整備検討委員会は2009年2月、当校を含む町内小中学校を各1校に統合する答申書を町長に提出した。

## 沿革
- 1965年（昭和40年）4月 - 内海町立草壁小学校と内海町立西村小学校が統合し、内海町立星城小学校が開校する
- 2006年（平成18年）3月21日 - 小豆郡内海町が同郡池田町と合併し小豆島町となったのに伴い、小豆島町立星城小学校に改称。

## 通学区域
- 小豆島町
  - 西村（にしむら）
  - 神懸通（かんかけどおり）
  - 草壁本町（くさかべほんまち）
  - 片城（かたじょう）[2]
- 卒業生は基本的に小豆島町立小豆島中学校へ進学する。

## 学校周辺
- 小豆島町役場内海庁舎（旧・内海町役場）
- 小豆島町立小豆島中学校
- 香川県立小豆島高等学校
- 草壁港
- 草壁郵便局
- 国道436号
- 別当川

## アクセス
- 内海フェリー 草壁港から北へ約300m
- 小豆島オリーブバス 草壁港または草壁本町にて下車

## 通学区域が隣接している学校
- 小豆島町立安田小学校
- 土庄町立土庄小学校
- 小豆島町立池田小学校
- 小豆島町立苗羽小学校 （海を挟んで隣接。）

## 関係項目
- 香川県小学校一覧
- 小豆島